# Liponeura bilobata
Liponeura bilobata är en tvåvingeart som beskrevs av Friedrich Hermann Loew 1869. Liponeura bilobata ingår i släktet Liponeura och familjen Blephariceridae. Inga underarter finns listade i Catalogue of Life.